# Paradise Oskar
Paradise Oskar, artiestennaam van Axel Ehnström (Kirkkonummi, 23 oktober 1990), is een Finse zanger.

## Biografie
Oskar werd bekend bij het grote publiek door zijn deelname aan Euroviisut 2011, de Finse voorronde voor het Eurovisiesongfestival 2011 in Düsseldorf, Duitsland. Hij trad voor het eerst aan in de tweede halve finale, op zaterdag 21 januari 2011. Na deze te hebben overleefd, won hij de finale op zaterdag 12 februari overtuigend, met 46,7% van de stemmen. Tweede werd Saara Aalto, met exact 6% minder stemmen. Door zijn zege mocht hij met zijn nummer Da da dam Finland vertegenwoordigen in Düsseldorf. Op 10 mei wist hij zich te plaatsen voor de finale, waar hij de 21ste plaats behaalde.